# تپه قره آقاچ
تپه قره آقاچ در شهرستان مانه و سملقان، بخش مانه، دهستان اترک، ۲ کیلومتری شمال غرب روستای کوشکی کیکانلو واقع شده و این اثر در تاریخ ۲۵ آبان ۱۳۸۷ با شمارهٔ ثبت ۲۳۷۶۶ به‌عنوان یکی از آثار ملی ایران به ثبت رسیده است.